# 야노촌 (사이타마현)
야노촌(矢納村)은 사이타마현의 북서부, 고다마군에 속했던 촌이다. 당시엔 지치부군의 소속이였다.

## 역사
- 1889년 4월 1일 - 정촌제 시행에 의해, 지치부군 야노촌(矢納村)이 성립하였다..
- 1948년 4월 1일 - 지치부군에서 고다마군으로 소속이 변경되었다.
- 1954년 9월 1일 - 아구하라촌과 합병해 가미이즈미촌을 신설하였다.
- 2006년 1월 1일 - 가이즈미촌이 가미카와정과 합병해 가미카와정을 신설하였다.

## 관련문헌
- 「矢納村」『新編武蔵風土記稿』 巻ノ261秩父郡ノ14、内務省地理局、1884年6月。NDLJP:764014/38。